# Eucalyptus stoatei
Eucalyptus stoatei är en myrtenväxtart som beskrevs av C. Gardner. Eucalyptus stoatei ingår i släktet Eucalyptus och familjen myrtenväxter. Inga underarter finns listade i Catalogue of Life.

## Bildgalleri

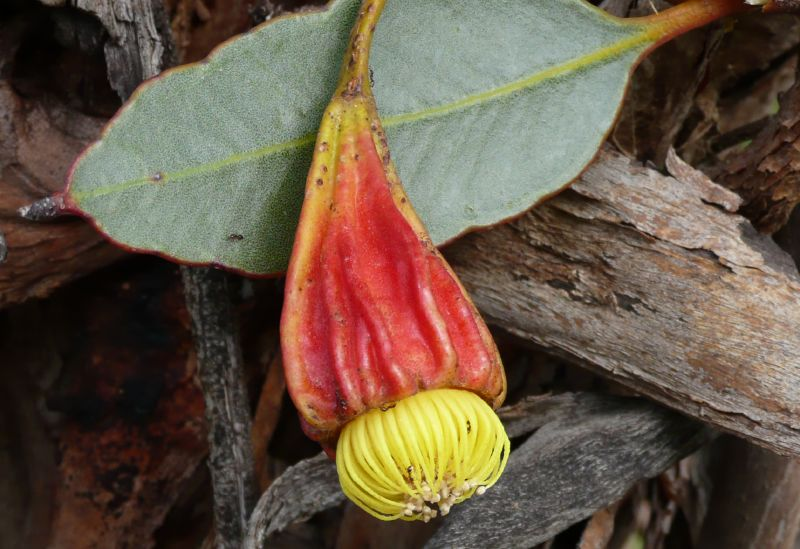